# AIESEC
AIESEC는 젊은이들에게 비즈니스 개발 인턴십을 제공하는 국제적인 "청년 운영" 주도의 비정부 비영리 조직 (사회과학)이다. 이 조직은 젊은이들이 진보적인 사회적 영향을 미칠 수 있도록 역량을 강화하는 데 중점을 두고 있다. AIESEC 네트워크에는 120개 이상의 국가에 약 40,000명의 회원이 포함되어 있다.
AIESEC은 UN 경제사회이사회(ECOSOC)와 협의하는 비정부 기구이며, UN DPI 및 UN 사무총장 청소년 특사실의 독립 기관이자 ICMYO 회원이며 유네스코의 인정을 받았다. AIESEC의 국제 본부는 캐나다 몬트리올에 있다.

## 같이 보기
- 유엔